# Gewone zandwolfspin
De gewone zandwolfspin (Arctosa perita) behoort tot de familie van de wolfspinnen (Lycosidae). Het is de meest onzichtbare, want zijn camouflage maakt het lichaam bijna onzichtbaar op grind. Arctosa-soorten lijken erg op elkaar en worden gevonden in de Oude Wereld.

## Kenmerken
Beide geslachten van de gewone zandwolfspin bereiken een lichaamslengte van zes tot negen millimeter, hoewel het mannetje meestal wat kleiner blijft en de lengte van de prosoma (voorlichaam) vier millimeter of iets minder is bij het vrouwtje en drie tot 3,9 millimeter bij het vrouwtje. De soort heeft een zeer contrasterend kleurenschema, dat tevens als camouflage dient.
De carapax (rugzijde) heeft een geelbruine tot roodbruine basiskleur en is smal. Het is ook gemarkeerd met verschillende lichte vlekken, waarvan er twee groter zijn naast de achterogen. Anderen vormen twee banden langs het midden van het schild, waardoor een brede middenband in de grondkleur overblijft die aan de achterkant gekarteld is. De kleur van de poten komt overeen met die van het lichaam van de spin: ze zijn duidelijk geringd.
De opisthosoma (buik) heeft een bruine basiskleur en is voorzien van een pijlvormige, gelige, middenlangs lopende vlek en twee witachtige, geelachtige of roodachtige vlekken die de vlek flankeren. Verder naar achteren zijn er twee of meer paar vlekken van dezelfde kleur.

## Vergelijkbare soorten
Arctosa cinerea is een veel gelijkende geslachtsgenoot van de gewone zandwolfspin.

## Verspreiding
Het verspreidingsgebied van de gewone zandwolfspin strekt zich uit van Europa tot Noord-Afrika, Turkije, de Kaukasus en Iran. Bovendien werd de soort geïntroduceerd in de Canadese provincie British Columbia en heeft hij zich gevestigd in het zuidwestelijke deel van die provincie. Bovendien werd in 2007 een mannelijke gewone zandwolfspin gevonden in de staat Washington in de Verenigde Staten. De soort is geregistreerd op een hoogte van 4 tot 396 meter boven zeeniveau.

## Leefgebied
Hij komt voor in zandgebieden met weinig vegetatie, zoals dit duin aan de kust van het Oost-Friese eiland Borkum, vormen het leefgebied van de gewone zandwolfspin. Volgens zijn naam gewone zandwolfspin leeft hij uitsluitend in open zandgebieden met weinig vegetatie, waarbij wordt aangenomen dat dit habitats zijn in zowel kustgebieden als landinwaarts. Hierbij kunt u denken aan zandduinen, heidevelden, zandputten, open plekken, maar ook aan zandige bermen en wateroevers.

## Levenswijze
Net als de andere Arctosa en enkele andere wolfspinnen graaft de gewone zandwolfspin tunnels in zijn leefgebied, waar hij door zijn kleur goed gecamoufleerd is. Deze hebben een diepte van 30 cm en een breedte van 0,4 tot 0,5 cm. Ze zijn aan de binnenkant gevoerd met een los gaas. De leefbuis is aan de bovenzijde afgedekt. Op warme dagen is de spin te vinden aan de monding van de buis en zonnebaadt daar. Om dit te doen plaatst ze haar benen dicht bij haar lichaam en draait ze de beenbreedte naar de zon.
Bij verstoring trekt de gewone zanwolfspin zich abrupt terug in zijn hol en blijft daar enige tijd totdat hij na een paar minuten weer tevoorschijn komt. Als de verstoring zich herhaalt, wordt de leefbuis volledig afgesloten. De met zand omzoomde pijpmonding sluit de grot van buitenaf af en is niet langer visueel waarneembaar. Af en toe verlaat de soort ook zijn schuilplaats en gebruikt een veiligheidsdraad om de weg terug te vinden, wat hij in een flits doet als hij wordt gestoord.

## Voortplanting en groei van jonge dieren
Het voortplantingsgedrag van de gewone zandwolfspin komt overeen met dat van andere wolfspinnen en de paring bij deze soort vindt plaats in het voorjaar. Van tevoren benadert het mannetje het vrouwtje met zwaaiende pedipalpen als onderdeel van de verkering. Enige tijd na de paring creëert het vrouwtje een eicocon en draagt deze vervolgens rond, zoals gebruikelijk bij wolfspinnen. Na het uitkomen klimmen de jonge spinnen vervolgens op het opisthosoma van hun moeder, waar ze zich blijven voeden met de dooier van hun eieren tot de eerste vervelling. Enige tijd later verlaten de jonge dieren hun moeder en groeien vervolgens zelfstandig op gedurende verschillende vervellingen. De manier van leven komt overeen met die van volwassen spinnen. De jonge dieren bereiken dit stadium vanaf september.